# Amellagou
Amellagou (en àrab املاكو, Amllāgū; en amazic ⴰⵎⵍⵍⴰⴳⵓ) és una comuna rural de la província d'Errachidia, a la regió de Drâa-Tafilalet, al Marroc. Segons el cens de 2014 tenia una població total de 4.975 persones.